# バニラカー

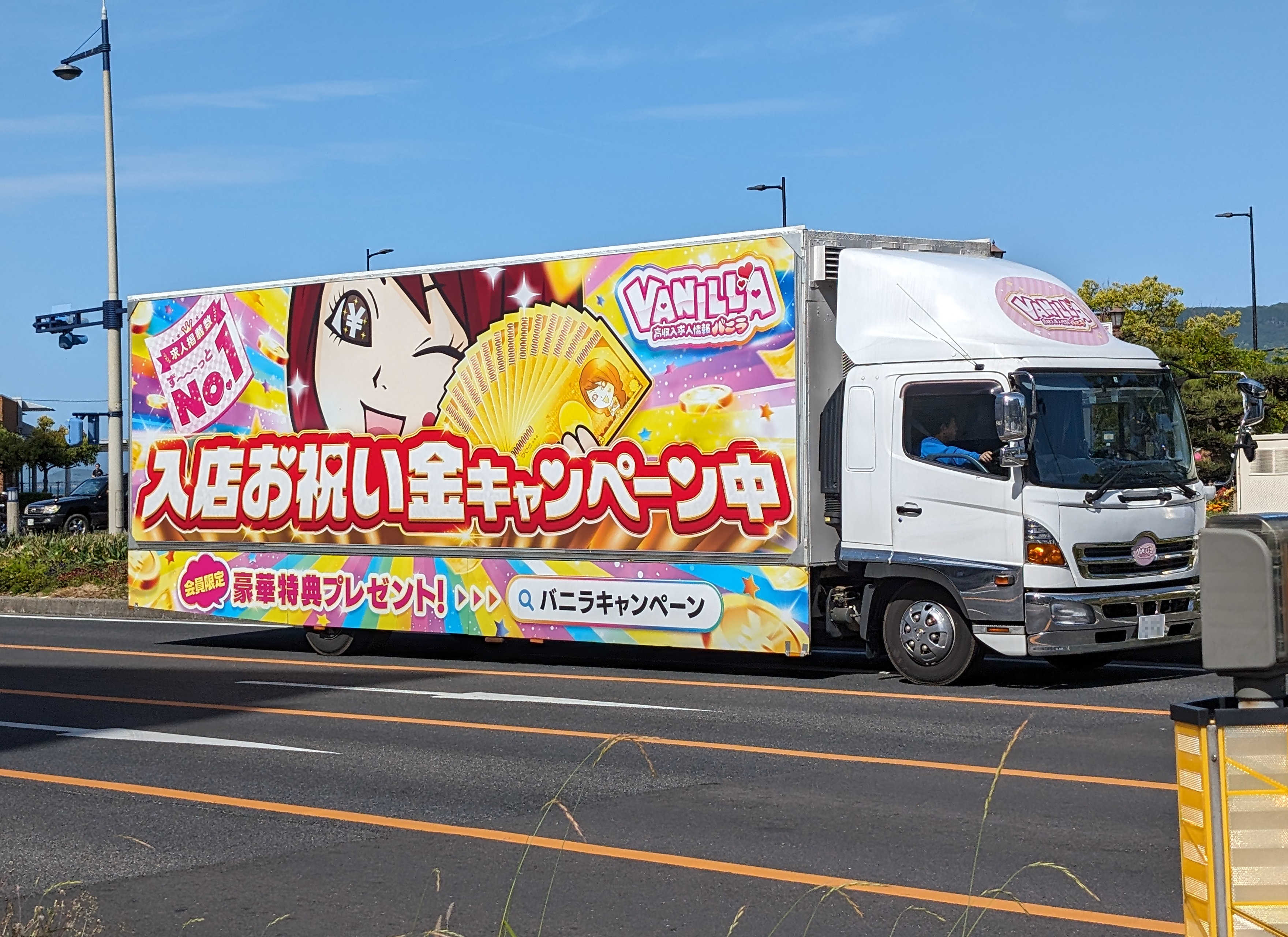
バニラカー（日野・レンジャー）

バニラカーは、山梨県南都留郡富士河口湖町に本社を置く株式会社ミライトが運営する性風俗店などを専門とした求人情報サイト高収入求人情報バニラの広告宣伝車の総称である。
バニラカーにはバスやトラックが使用されており、ラッピングは多種多様である。

## 概要
女性や男性のイラストが描かれた派手な塗装と、「バ～ニラ♪バニラ♪」から始まるオリジナルテーマソングを大音量で流しながら走行する広告宣伝車。東京都区部をはじめ全国各地の繁華街で走行するが、ラッピングは地域ごとに異なる。京都市を走るバニラカーは市の屋外広告物条例に合わせ、茶色を基調として派手さを抑えた塗装が採用されている。架装やメンテナンスは個人が請け負っており、バスマニアの間では『魔改造士』と呼ばれているという。
2018年7月22日のAbemaTV「給与明細」では、バニラカーのうち1台を取材班が8時間追跡した様子が放送され、「緊急車両のサイレンが鳴っているときは曲を止める」「特定エリア内の同じ道をずっと回っている」「音楽を流すのは19時で終了させており、その後は側面をライトアップして目立つようにしている」などの一定の走行ルールがあると紹介した。

## 問題点と条例
バニラカーを含む広告宣伝車の走行により、市民から苦情が寄せられ、街の景観に悪影響を及ぼすとして問題化している。
現在東京都内で走行する広告宣伝車の多くは都外ナンバーの車であり、そのうち7割は風俗営業を宣伝するものである。東京都は2011年に屋外広告のデザイン審査を受けさせる「都屋外広告物条例」の規則を改正したものの、条例の対象は都内ナンバーに限定されていた為、都外ナンバーは対象にならず走行していた。
2024年、東京都は条例を再度改正し、都外ナンバーの車も規制対象となった。
「広告宣伝車」も参照

## 文化的影響
- バニラの商標は2010年12月17日に（第5376799号）、楽曲も2019年2月8日付けでそれぞれ商標登録されている[7]。
- テーマソングは非常にキャッチーなメロディーで、バニラカーが走行する地域で知名度が高く、中田ヤスタカがリミックスして使用したこともある[8]。2019年2月25日からカラオケのJOYSOUNDで配信している[9]。
- 2018年2月12日放送テレビアニメ「おそ松さん」第2期第21話で、バニラのパロディ「BANANA」広告宣伝車が登場し、登場人物がバニラカーに似たテーマソングを歌唱した[10]。
- 2019年7月19日公開の映画『天気の子』に写るシーンがある[11]。
- 2018年1月に青島文化教材社からバニラカーの32分の1プラモデルが発売されている[3]。また、バニラTwitterアカウントではバニラカーのペーパークラフトの展開図を配布した[4]。
- 2025年5月19日から5月25日まで、漫画『1日外出録ハンチョウ』の20巻発売＆累計500万部突破記念として新宿をアドトラックが走行し、バニラカーに似たオリジナルソングが流れた[12]。

## イメージキャラクター
広告宣伝車に描かれているキャラクターには多数のキャラクターがおり、グッズ展開などもされている。
バニ子
性別:女の子 誕生日:8月25日　好きな食べ物:バニラアイス 趣味:エゴサーチ
バニラの看板的存在のイメージキャラクター。公式Twitterなどで広報を務めている。
バニ美
性別:女児 誕生日:8月23日　好きな食べ物:イチゴ大福 趣味:Youtube
眼鏡をかけたキャラクター。バニ子の幼馴染。
メンズバニラ
バニ男
性別:男児 誕生日:8月20日　好きな食べ物:ラーメン 趣味:ゲーム
メンズバニラのイメージキャラクター。バニ子の弟。
バニケル
アフロヘアに褐色のキャラクター。
バニ太郎
不良のキャラクター。
バニ作
おかっぱ頭のキャラクター。
バニ造
中年男性のキャラクター。

## メディア出演
TV
- 2018年7月22日 - AbemaTV『給与明細』[16]
- 2019年1月22日 - AbemaTV『けやきヒルズ』[17]